# Melasă

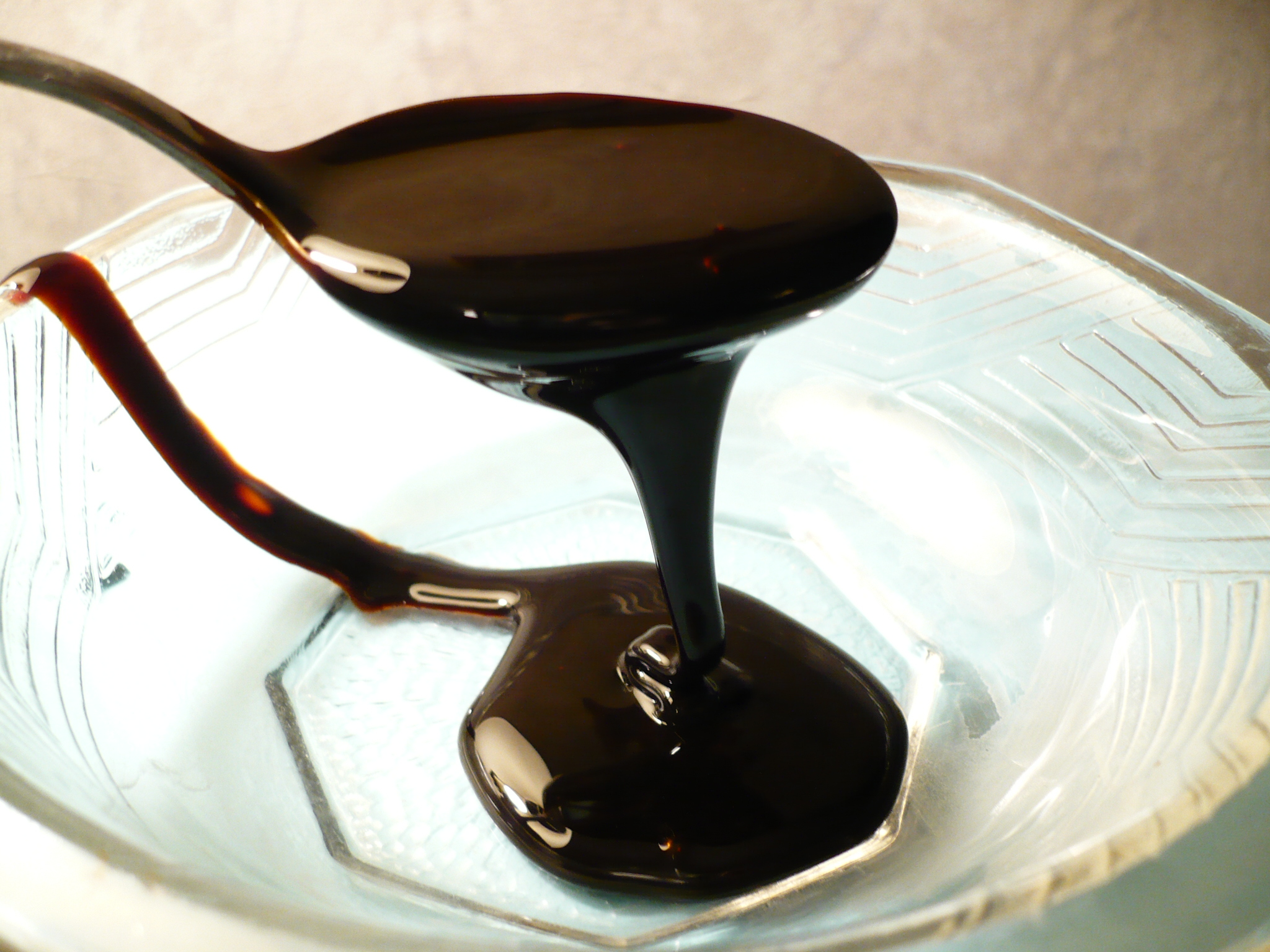
Aspectul melasei

Melasa (provine din portugheză melaço) este un reziduu similar unui sirop, de culoare brună-negricioasă, care provine în urma extragerii zahărului din sfeclă de zahăr sau din trestie de zahăr.
Melasa obținută din trestie de zahăr este utilizată pentru gătit. A fost foarte populară pe continentul american înainte de secolul al XX-lea, când era utilizată ca îndulcitor în mâncare.